# Gerichtsbezirk Mattsee
Der Gerichtsbezirk Mattsee war ein dem Bezirksgericht Mattsee unterstehender Gerichtsbezirk im Bundesland Salzburg. Der Gerichtsbezirk bestand bis Ende Mai 1923 und umfasste einige Gemeinden im Norden des Bezirks Salzburg-Umgebung.

## Geschichte
Der Gerichtsbezirk Mattsee wurde gemeinsam mit 22 anderen Gerichtsbezirken in Salzburg durch einen Erlass des k.k. Oberlandesgerichtes Linz am 4. Juli 1850 geschaffen und umfasste ursprünglich die zwölf Steuergemeinden Berndorf, Engerreich, Großeneck, Hof, Mattsee, Matzing, Obernberg, Obertrum, Schleedorf, Schönstraß, Seeham, Wallsperg.
Der Gerichtsbezirk Mattsee bildete im Zuge der Trennung der politischen von der judikativen Verwaltung
ab 1868 gemeinsam mit den Gerichtsbezirken Abtenau, Golling, Hallein, Oberndorf, Neumarkt, Salzburg und Sankt Gilgen den Bezirk Salzburg-Umgebung,
wobei die südlichen Gerichtsbezirke Ende des 19. Jahrhunderts als Bezirk Hallein abgetrennt wurden.
Der Gerichtsbezirk Mattsee wurde per 1. Juni 1923 gemeinsam mit den Gerichtsbezirken Golling und Lofer aufgelöst. Zunächst war geplant, dass die Gemeinden Mattsee, Obertrum und Schleedorf dem Gerichtsbezirk Neumarkt bei Salzburg und die Gemeinden Berndorf und Seeham dem Gerichtsbezirk Oberndorf zugeschlagen werden, jedoch wurde dies dahingehend abgeändert, dass der gesamte Gerichtsbezirk dem Bezirksgericht Salzburg zugewiesen wurde. Mit 1. Jänner 2003 wurden die Gemeinden Mattsee, Obertrum am See, Schleedorf und Seeham dem Gerichtsbezirk Neumarkt bei Salzburg sowie die Gemeinde Berndorf dem Gerichtsbezirk Oberndorf zugeordnet. Seit 1. März 2023 gehört der gesamte Sprengel des ehemaligen Bezirksgerichtes zum Gerichtsbezirk Seekirchen am Wallersee.

## Gerichtssprengel
Der Gerichtsbezirk Mattsee umfasste vor der Auflösung das Gebiet der heutigen fünf Gemeinden Mattsee, Obertrum am See, Schleedorf, Berndorf bei Salzburg und Seeham.